# Trichophyton mentagrophytes
Trichophyton mentagrophytes (sensu stricto) (Syn. T. mentagrophytes var. quinckeanum, T. langeronii, T. quinckeanum und T. sarkisovii) é um fungo de pele queratinofílico (dermatófito). Ele está presente principalmente em roedores e camelo, sendo classificado, por consequência, como um dermatófito zoofílico. Ele pode também gerar der dermatofitoses em humanos, especialmente na área da cabeça (Tinea capitis) e do corpo (Tinea corporis) frequentemente na forma de favos (tinha favosa). Como todos os dermatófitos, T. mentagrophytes nutre-se de queratina. A transmissão animal-animal ou animal-humano ocorre por contato direto ou indireto. A forma teleomorfa, ou estágio sexual do fungo, do T. mentagrophytes, pertence ao complexo arthoderma-simii.

## Morfologia
As culturas são superficialmente brancas, de textura semelhante ao gesso e planas, com o verso levemente amarronzado. Os microconídios são ordenados formando "cachos de uva" e os macroconídios são curtos e no formato de charutos (sic) com 3 a 5 câmaras. Microscopicamente, não é possível diferenciá-lo de Trichophyton interdigitale. Em alguns casos, as hifas apresentam projeções na forma de castiçal, o que pode levar à confusão comTrichophyton schoenleini.

## Sistemática
Estudos antigos separam esse fungo nos grupos subtipos antropofílicos T. mentagrophytes var. interdigitale, T. mentagrophytes var. nodulare (sinônimo T. krajdenii) und T. mentagrophytes var. goetzii assim como os subtipos zoofílicos T. mentagrophytes var. granulosum (hospedeiro principal: roedores), T. mentagrophytes var. erinacei (hospedeiro principal: ouriços) e  T. mentagrophytes var. quinckeanum (Hauptwirt Mäuse). Estudos de biologia molecular mostram contudo que apenas T. mentagrophytes var. quinckeanum pertence à espécie T. mentagrophytes, sensu stricto. Todas as outras subspécies pertencem à espécie  T. interdigitale. Na primeira descrição, por Charles-Philippe Robin em 1853, o fungo foi classificado no gênero Microsporum (M. mentagrophytes) .

## Literatura
- Birgid Neumeister, Heinrich K. Geiss, Rüdiger Braun, Peter Kimmig: Mikrobiologische Diagnostik: Bakteriologie - Mykologie - Virologie - Parasitologie. Georg Thieme, 2. Auflage 2009, ISBN 9783131579423, S. 716.